# Kristineberg (Lycksele)
Kristineberg is een plaats in de gemeente Lycksele in het landschap Lapland en de provincie Västerbottens län in Zweden. De plaats heeft 331 inwoners (2005) en een oppervlakte van 105 hectare. De plaats is omsloten door bos en in de plaats is de mijn Kristinebergsgruvan in deze mijn ligt negentig meter onder de grond de kerk S:ta Anna Underjordskyrka.